# Lepisorus sublinearis
Lepisorus sublinearis är en stensöteväxtart som först beskrevs av Bak. och Hisayoshi Takeda, och fick sitt nu gällande namn av Ren-Chang Ching. Lepisorus sublinearis ingår i släktet Lepisorus och familjen Polypodiaceae. Inga underarter finns listade.